# Andrew VanWyngarden

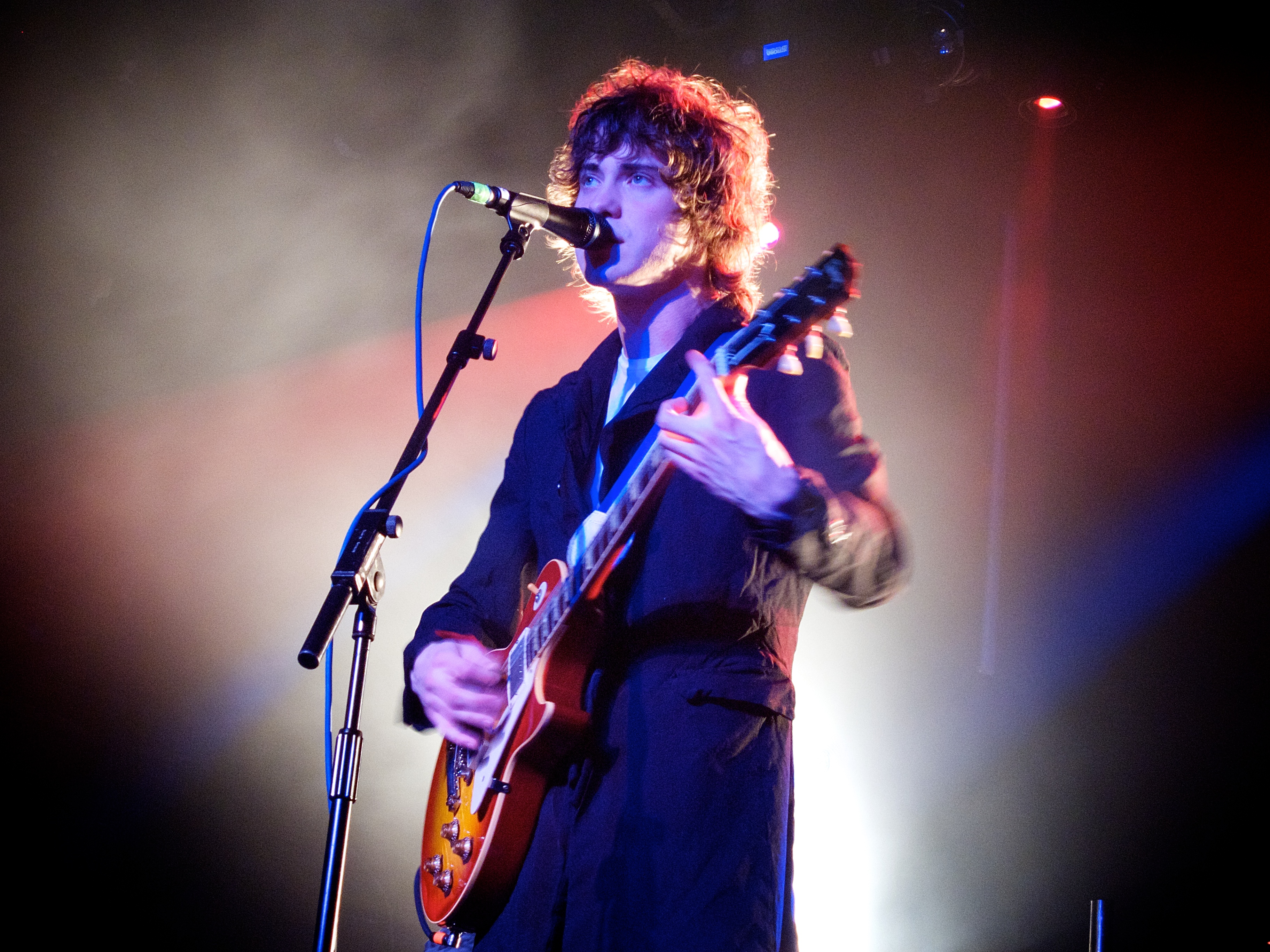
VanWyngarden bei einem Auftritt im Jahr 2010

Andrew Wells VanWyngarden (* 1. Februar 1983) ist ein amerikanischer Musiker. Er ist Leadsänger, Gitarrist und Songschreiber der Band MGMT. Der von ihm und MGMT-Mitbegründer Benjamin Goldwassers geschriebene Song ‚Kids‘ (vom Album Oracular Spectacular) erhielt eine Nominierung für den Grammy Award for Best Pop Performance by a Duo or Group with Vocals, während das Duo in der Kategorie Best New Artist nominiert war.

## Biografie
Andrew VanWyngarden wurde in Columbia, Missouri geboren und wuchs in Memphis, Tennessee auf, wo er die Lausanne Collegiate School und die White Station High School besuchte. Sein Vater, Bruce VanWyngarden, ist Herausgeber der alternativen Zeitung Memphis Flyer. Nach eigenen Aussagen erinnert VanWyngarden sich gerne an seine Kindheit in Memphis zurück, besonders an das Angeln und Campen mit seinem Vater. Zeitweise war VanWyngarden in YMCA-Programmen im Freien aktiv.
Eine von VanWyngardens ersten musikalischen Erfahrungen war es, seinen Vater den The-Who-Song „Pinball Wizard“ auf dessen E-Gitarre mit einem Fender Twin Reverb-Verstärker spielen zu hören. In der siebten Klasse erhielt er eine Gibson Les-Paul-Gitarre und begann sofort zu spielen. Im selben Jahr gewann er mit einem Cover von „Under the Bridge“ von den Red Hot Chili Peppers einen Schulwettbewerb. Er gibt an, von der Musik beeinflusst worden zu sein, die er mit seiner Schwester hörte, insbesondere von Nirvana und Ween. Oft habe er die Plattensammlung seiner Eltern auf dem Dachboden durchstöbert, wo er unter anderen Alben von Neil Young, Bob Dylan und den Rolling Stones fand.
Während seiner Highschoolzeit gründete VanWyngarden mit Dan Treharne eine Band namens Glitter Penis. Sie nahmen parodistische Songs auf, gaben aber keine Konzerte. Später spielte VanWyngarden in einer Band namens Accidental Mersh mit dem späteren MGMT-Gitarristen Hank Sullivant, der ihn mit James Richardson, dem späteren Live-Gitarristen von MGMT, bekannt machen sollte. Die Band erlangte lokalen Erfolg in und um die Gegend von Memphis und veröffentlichte zwei Alben: Das gleichnamige Accidental Mersh sowie Mirror Israeli.
VanWyngarden besuchte die Wesleyan University, wo er im ersten Studienjahr seinen Bandkollegen Ben Goldwasser kennenlernte, und machte dort seinen Abschluss im Fach Musik. Laut eigenen Angaben habe er vorgehabt, Astronomie zu studieren, doch die Begegnung mit Goldwasser habe seinen gesamten Lebensweg verändert. Während seines Studiums habe er sich neben der Musik intensiv mit der Entomologie beschäftigte. VanWyngarden gab schließlich den Anstoß zur Gründung der Band. In Interviews gibt VanWyngarden an, Kids sei einer der ersten Songs gewesen, den Goldwasser und er gemeinsam produzierten; der Song ist auf der frühen EP ‚We (Don't) Care‘ der Band enthalten (veröffentlicht unter dem Band-Namen The Management).
Auf der britischen NME’s Cool List rangierte VanWyngarden 2008 auf Platz 3, direkt hinter Jay-Z und Alice Glass.
VanWyngarden schreibt einen Großteil der Texte für MGMT. In einem Interview aus dem Jahr 2010, in dem er über Ruhm und dessen Auswirkungen auf die Persönlichkeit sprach, räumte VanWyngarden ein, dass er sich in gewisser Weise in eine Art Charakter verwandelt habe, über den er sich auf dem Debütalbum hatte lustig machen wollen.
Nach der Veröffentlichung von Congratulations nannte er als seine literarischen Einflüsse Leaves of Grass von Walt Whitman und Autoren wie Robert Anton Wilson und John Ashbery. VanWyngardens Lieblingsregisseure sind Werner Herzog, David Lynch und Federico Fellini.

## Privates
Andrew VanWyngarden gab an, holländischer Abstammung zu sein. Er war mit dem französisch-amerikanischen Model Camille Rowe liiert, die im Musikvideo zu Alien Days als Schauspielerin mitspielt. Derzeit lebt VanWyngarden in Rockaway Beach in Queens, New York City.